# Approuague
Die Approuague ist ein Fluss in Frankreich, der im Überseedépartement Französisch-Guayana in der gleichnamigen Region Französisch-Guayana verläuft. Sie entspringt im Massif Emerillon, im Gemeindegebiet von Régina, entwässert generell in nordöstlicher Richtung und mündet nach 335 Kilometern an der Pointe Béhague, noch immer im Gemeindegebiet von Régina in den Atlantischen Ozean. Bereits oberhalb des Ortes Régina ist der Fluss bereits den Gezeiten ausgesetzt und bildet so ein etwa 50 Kilometer langes Ästuar. In diesem Bereich durchquert er auch den Regionalen Naturpark Guyana (Sektor Cayenne).

## Orte am Fluss
- Régina

## Nebenflüsse
| Linke Nebenflüsse: - Couy 44 km - Arataï 124 km | Rechte Nebenflüsse: - Grand Kwata 46 km - Sapokaï 73 km - Ekiny 65 km - Mataroni 77 km - Kourouaï 76 km |